# Shunt (pulmonar)
Um shunt pulmonar é uma condição fisiológica que resulta quando os alvéolos do pulmão são perfundidos normalmente com sangue, mas a ventilação (o fornecimento de ar) falha em suprir a região perfundida. Um shunt pulmonar geralmente ocorre quando os alvéolos se enchem de líquido, fazendo com que partes do pulmão não sejam ventiladas embora ainda sejam perfundidas. Shunt intrapulmonar é a principal causa de hipoxemia (oxigênio sanguíneo inadequado) em edema pulmonar e condições como a pneumonia, em que os pulmões tornam-se consolidados(Embora segundo Harrison hipoxemia por shunt seja bastante incomum). A fração de shunt é a percentagem de sangue posto para fora pelo coração que não é completamente oxigenada. Um pequeno grau de shunt é normal e pode ser descrito como "shunt fisiológico”. Em uma pessoa normal e saudável, o shunt fisiológico raramente é superior a 4%, em condições patológicas, como contusão pulmonar, a fração de shunt é significativamente maior e até mesmo respirar oxigênio a 100% não oxigena completamente o sangue.
Shunt refere-se a perfusão sem ventilação. Mais especificamente, o shunt intrapulmonar se refere a áreas onde a perfusão no pulmão excede a ventilação. O shunt pulmonar é minimizado pela constrição reflexa normal da vasculatura pulmonar à hipóxia. Sem essa vasoconstrição hipóxica pulmonar, o shunt e seus efeitos hipóxicos agravariam. Por exemplo, quando os alvéolos se enchem de líquido, eles são incapazes de participar nas trocas gasosas com o sangue, causando hipóxia local ou regional, desencadeando assim vasoconstrição. O sangue é então redirecionado para longe desta área que tem uma relação de ventilação e perfusão pobre, para áreas que estão sendo ventiladas.
A diminuição da perfusão relativa à ventilação (como ocorre na embolia pulmonar, por exemplo) é um exemplo de espaço morto aumentado. O espaço morto é uma parte das vias aéreas em que a troca gasosa não acontece, como a traquéia.